# Open de Taïwan
Ne doit pas être confondu avec Grand Prix du Taipei chinois.
L'Open de Taïwan est un tournoi international annuel de badminton organisé à Taïwan par la Fédération de badminton du Taipei chinois (CTBA) depuis 1980. Jusqu'en 1994, le tournoi était accessible aux meilleurs joueurs étrangers uniquement sur invitation de la CTBA. Depuis 1995, c'est un tournoi international Open auquel les joueurs Chinois participent depuis 1996.
Depuis 2007, il fait partie des tournois professionnels classés Grand Prix Gold par la BWF. En 2018, il intègre le nouveau circuit BWF World Tour en catégorie Super 300.

## Histoire
Le tournoi n'a pas eu lieu en 1998 à cause de la crise économique asiatique, et en 2001.
Les éditions 2020 et 2021 sont quant à elles annulées par la Fédération mondiale de badminton (BWF) en conséquence de la pandémie de Covid-19,.

## Palmarès
| Tournoi sur invitation   |                                                        |                                                        |                                                        |                                                        |                                                        |
| 1980                     | Flemming Delfs                                         | Lene Køppen                                            | Hadibowo Bobby Ertanto                                 | Nora Perry Jane Webster                                | Pas de tableau de mixte                                |
| 1981                     | Kevin Jolly                                            | Hwang Sun-ai                                           | Liu Hon Jai Zeng Xue-Zhi                               | Nora Perry Jane Webster                                | Pas de tableau de mixte                                |
| 1982                     | Hadiyanto                                              | Ivanna Lie                                             | Martin Dew Mike Tredgett                               | Nora Perry Jane Webster                                | Pas de tableau de mixte                                |
| 1983                     | Icuk Sugiarto                                          | Kirsten Larsen                                         | Hadibowo Bobby Ertanto                                 | Gillian Clark Gillian Gilks                            | Pas de tableau de mixte                                |
| 1984                     | Morten Frost                                           | Ivanna Lie                                             | Thomas Kihlström Stefan Karlsson                       | Karen Beckman Gillian Gilks                            | Pas de tableau de mixte                                |
| 1985                     | Lius Pongoh                                            | Helen Troke                                            | Hariamanto Kartono Rudy Heryanto                       | Gillian Clark Nora Perry                               | Martin Dew Gillian Gilks                               |
| 1986                     | Sze Yu                                                 | Kirsten Larsen                                         | Razif Sidek Jalani Sidek                               | Ivanna Lie Verawaty Wiharjo                            | Billy Gilliland Nora Perry                             |
| 1987                     | Misbun Sidek                                           | Kirsten Larsen                                         | Eddy Hartono Liem Swie King                            | Chung Myung-hee Hwang Hye-young                        | Steen Fladberg Gillian Clark                           |
| 1988                     | Icuk Sugiarto                                          | Kirsten Larsen                                         | Sawei Chanseorasmee Sakrapee Thongsari                 | Christine Magnusson Maria Bengtsson                    | Andy Goode Gillian Gowers                              |
| 1989                     | Morten Frost                                           | Christine Gandrup                                      | Razif Sidek Jalani Sidek                               | Maria Bengtsson Christine Gandrup                      | Henrik Svarrer Dorte Kjær                              |
| 1990                     | Eddy Kurniawan                                         | Chun Sung-suk                                          | Mark Christiansen Michael Kjeldsen                     | Gillian Clark Gillian Gowers                           | Thomas Lund Pernille Dupont                            |
| 1991                     | Hermawan Susanto                                       | Susi Susanti                                           | Razif Sidek Jalani Sidek                               | Kimiko Jinnai Hisako Mori                              | Thomas Lund Pernille Dupont                            |
| 1992                     | Ardy B. Wiranata                                       | Yuliani Sentosa                                        | Cheah Soon Kit Soo Beng Kiang                          | Gil Young-ah Shim Eun-jung                             | Pär-Gunnar Jönsson Maria Bengtsson                     |
| 1993                     | Hariyanto Arbi                                         | Lim Xiaoqing                                           | Cheah Soon Kit Soo Beng Kiang                          | Christine Magnusson Lim Xiaoqing                       | Denny Kantono Resiana Zelin                            |
| 1994                     | Hariyanto Arbi                                         | Susi Susanti                                           | Rudy Gunawan Bambang Suprianto                         | Finarsih Lili Tampi                                    | Michael Søgaard Gillian Gowers                         |
| Tournoi Open             |                                                        |                                                        |                                                        |                                                        |                                                        |
| 1995                     | Hermawan Susanto                                       | Lim Xiaoqing                                           | Denny Kantono Antonius Ariantho                        | Rikke Olsen Helene Kirkegaard                          | Jens Eriksen Rikke Olsen                               |
| 1996                     | Dong Jiong                                             | Susi Susanti                                           | Denny Kantono Antonius Ariantho                        | Ge Fei Gu Jun                                          | Michael Søgaard Rikke Olsen                            |
| 1997                     | Peter Gade                                             | Camilla Martin                                         | Candra Wijaya Sigit Budiarto                           | Park Soo-hyun Yim Kyung-jin                            | Sandiarto Finarsih                                     |
| 1998                     | Pas de tournoi                                         | Pas de tournoi                                         | Pas de tournoi                                         | Pas de tournoi                                         | Pas de tournoi                                         |
| 1999                     | Fung Permadi                                           | Dai Yun                                                | Denny Kantono Antonius Ariantho                        | Helene Kirkegaard Rikke Olsen                          | Liu Yong Ge Fei                                        |
| 2000                     | Peter Gade                                             | Mia Audina                                             | Candra Wijaya Tony Gunawan                             | Ra Kyung-min Chung Jae-hee                             | Michael Søgaard Rikke Olsen                            |
| 2001                     | Pas de tournoi                                         | Pas de tournoi                                         | Pas de tournoi                                         | Pas de tournoi                                         | Pas de tournoi                                         |
| 2002                     | Taufik Hidayat                                         | Wang Chen                                              | Ha Tae-kwon Kim Dong-moon                              | Saralee Thungthongkam Sathinee Chankrachangwong        | Tri Kusharyanto Emma Ermawati                          |
| 2003                     | Wong Choong Hann                                       | Mia Audina                                             | Ha Tae-kwon Kim Dong-moon                              | Ra Kyung-min Lee Kyung-won                             | Kim Dong-moon Ra Kyung-min                             |
| 2004                     | Lee Chong Wei                                          | Chie Umezu                                             | Chan Chong Ming Koo Kien Keat                          | Cheng Wen-hsing Chien Yu-chin                          | Koo Kien Keat Wong Pei Tty                             |
| 2005                     | Lee Hyun-il                                            | Tracey Hallam                                          | Tony Gunawan Halim Haryanto                            | Cheng Wen-hsing Chien Yu-chin                          | Tony Gunawan Cheng Wen-hsing                           |
| 2006                     | Lin Dan                                                | Zhang Ning                                             | Fu Haifeng Cai Yun                                     | Lee Kyung-won Lee Hyo-jung                             | Nova Widianto Lilyana Natsir                           |
| BWF Grand Prix Gold      |                                                        |                                                        |                                                        |                                                        |                                                        |
| 2007                     | Sony Dwi Kuncoro                                       | Wang Chen                                              | Markis Kido Hendra Setiawan                            | Cheng Wen-hsing Chien Yu-chin                          | Flandy Limpele Vita Marissa                            |
| 2008                     | Simon Santoso                                          | Saina Nehwal                                           | Mathias Boe Carsten Mogensen                           | Cheng Wen-hsing Chien Yu-chin                          | Devin Lahardi Lita Nurlita                             |
| 2009                     | Nguyễn Tiến Minh                                       | Cheng Shao-chieh                                       | Chen Hung-ling Lin Yu-lang                             | Yang Wei Zhang Jiewen                                  | Valiyaveetil Diju Jwala Gutta                          |
| 2010                     | Simon Santoso                                          | Cheng Shao-chieh                                       | Jung Jae-sung Lee Yong-dae                             | Kim Min-jung Lee Hyo-jung                              | Hendra Aprida Gunawan Vita Marissa                     |
| 2011                     | Tommy Sugiarto                                         | Sung Ji-hyun                                           | Ko Sung-hyun Yoo Yeon-seong                            | Ha Jung-eun Kim Min-jung                               | Ko Sung-hyun Eom Hye-won                               |
| 2012                     | Nguyễn Tiến Minh                                       | Tai Tzu-ying                                           | Mohd Zakry Abdul Latif Mohd Fairuzizuan Mohd Tazari    | Pia Zebadiah Bernadeth Rizki Amelia Pradipta           | Muhammad Rijal Debby Susanto                           |
| 2013                     | Son Wan-ho                                             | Sung Ji-hyun                                           | Kim Ki-jung Kim Sa-rang                                | Jung Kyung-eun Kim Ha-na                               | Shin Baek-choel Jang Ye-na                             |
| 2014                     | Lin Dan                                                | Sung Ji-hyun                                           | Andrei Adistia Hendra Aprida Gunawan                   | Nitya Krishinda Maheswari Greysia Polii                | Liu Yuchen Yu Xiaohan                                  |
| 2015                     | Chen Long                                              | Wang Yihan                                             | Fu Haifeng Zhang Nan                                   | Nitya Krishinda Maheswari Greysia Polii                | Ko Sung-hyun Kim Ha-na                                 |
| 2016                     | Chou Tien-chen                                         | Tai Tzu-ying                                           | Li Junhui Liu Yuchen                                   | Huang Dongping Zhong Qianxin                           | Zheng Siwei Chen Qingchen                              |
| 2017                     | Chou Tien-chen                                         | Saena Kawakami                                         | Chen Hung-ling Wang Chi-lin                            | Chae Yoo-jung Kim So-yeong                             | Seo Seung-jae Kim Ha-na                                |
| BWF World Tour Super 300 |                                                        |                                                        |                                                        |                                                        |                                                        |
| 2018                     | Lee Zii Jia                                            | Tai Tzu-ying                                           | Chen Hung-ling Wang Chi-lin                            | Nami Matsuyama Chiharu Shida                           | Alfian Eko Prasetya Marsheilla Gischa Islami           |
| 2019                     | Chou Tien-chen                                         | Sung Ji-hyun                                           | Goh V Shem Tan Wee Kiong                               | Jongkolphan Kititharakul Rawinda Prajongjai            | Tang Chun Man Tse Ying Suet                            |
| 2020 2021                | Éditions annulées en raison de la pandémie de Covid-19 | Éditions annulées en raison de la pandémie de Covid-19 | Éditions annulées en raison de la pandémie de Covid-19 | Éditions annulées en raison de la pandémie de Covid-19 | Éditions annulées en raison de la pandémie de Covid-19 |
| 2022                     | Chou Tien-chen                                         | Tai Tzu-ying                                           | Man Wei Chong (en) Tee Kai Wun (en)                    | Ng Tsz Yau Tsang Hiu Yan                               | Lee Chun Hei Ng Tsz Yau                                |
| 2023                     | Chico Aura Dwi Wardoyo (en)                            | Tai Tzu-ying                                           | Man Wei Chong Tee Kai Wun                              | Lee Yu-lim Shin Seung-chan                             | Chen Tang Jie Toh Ee Wei                               |
| 2024                     | Lin Chun-yi (en)                                       | Sim Yu-jin (en)                                        | Lee Jhe-huei (en) Yang Po-hsuan (en)                   | Febriana Dwipuji Kusuma Amallia Cahaya Pratiwi         | Pakkapon Teeraratsakul Phataimas Muenwong              |
| 2025                     | Loh Kean Yew                                           | Tomoka Miyazaki                                        | Chiu Hsiang-chieh (en) Wang Chi-lin                    | Hsieh Pei-shan (en) Hung En-tzu (en)                   | Jafar Hidayatullah (en) Felisha Pasaribu (en)          |